# Rachidion ramulicorne
Rachidion ramulicorne là một loài bọ cánh cứng trong họ Cerambycidae.